# بنجامين جاي كابلان
بنجامين جاي كابلان (بالإنجليزية: Benjamin J. Kaplan)‏ (بالهولندية: Benjamin Kaplan)‏ هو مؤرخ هولندي وأمريكي، ولد في 31 يناير 1960.